# Rallye Monte-Carlo 1970
Le Rallye Monte-Carlo 1970 (39e Rallye Monte-Carlo), disputé du 16 au 24 janvier 1970, est la première manche du Championnat international des marques 1970. C'est la toute première épreuve du Championnat international des marques (IMC), inauguré en 1970.

## Classement général
| Pos | No  | Pilote                | Copilote        | Voiture                | Temps           | Écart         | Groupe |
| --- | --- | --------------------- | --------------- | ---------------------- | --------------- | ------------- | ------ |
| 1   | 6   | Björn Waldegård       | Lars Helmér     | Porsche 911 S          | 5 h 29 min 04 s |               | 4      |
| 2   | 2   | Gérard Larrousse      | Maurice Gélin   | Porsche 911 S          | 5 h 31 min 03 s | + 1 min 59 s  | 4      |
| 3   | 18  | Jean-Pierre Nicolas   | Claude Roure    | Alpine A110 1300       | 5 h 31 min 54 s | + 2 min 50 s  | 4      |
| 4   | 11  | Åke Andersson         | Bo Thorszelius  | Porsche 911 S          | 5 h 36 min 15 s | + 7 min 11 s  | 4      |
| 5   | 9   | Roger Clark           | Jim Porter      | Ford Escort TwinCam    | 5 h 38 min 11 s | + 9 min 07 s  | 2      |
| 6   | 49  | Amilcare Ballestrieri | Daniele Audetto | Lancia Fulvia coupé HF | 5 h 40 min 17 s | + 11 min 13 s | 4      |
| 7   | 130 | Timo Mäkinen          | Henry Liddon    | Ford Escort TwinCam    | 5 h 43 min 19 s | + 14 min 15 s | 2      |
| 8   | 38  | Sergio Barbasio       | Mario Mannucci  | Lancia Fulvia coupé HF | 5 h 46 min 12 s | + 17 min 08 s | 4      |
| 9   | 92  | Roland Charrière      | Yannick Castel  | Alpine A110 1600       | 6 h 03 min 39 s | + 34 min 35 s | 4      |
| 10  | 24  | Giorgio Pianta        | Emilio Paleari  | Lancia Fulvia coupé HF | 6 h 09 min 38 s | + 40 min 34 s | 4      |